# Meiacanthus ditrema
Meiacanthus ditrema és una espècie de peix maríde la família dels blènnids i de l'ordre dels perciformes. Va ser descrit per William F. Smith-Vaniz el 1976. Poden assolir fins a 6 cm de longitud total.
És ovípar. És un peix marí de clima tropical i associat als esculls de corall que viu entre 0-18 m de fondària.

## Distribució geogràfica
Es troba des de les Illes Moluques i les Filipines fins a Samoa, les Ryukyu, Austràlia Occidental, el nord de la Gran Barrera de Corall, Tonga i Micronèsia (Palau).